# Clima do Azerbaijão

Clima no Azerbaijão.

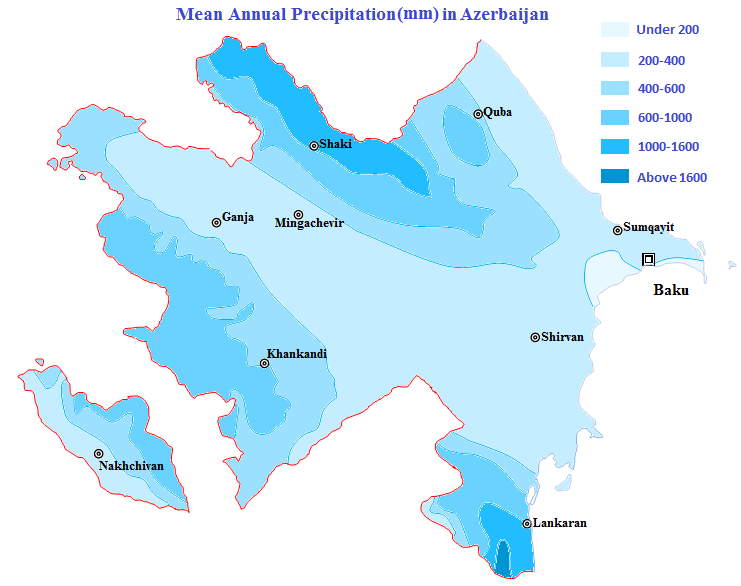
Média de precipitação anual no Azerbaijão.

O Clima do Azerbaijão é notável por sua diversidade e complexidade, influenciados por uma combinação de fatores geográficos, topográficos e atmosféricos. Localizado na região do Cáucaso, entre a Europa Oriental e a Ásia Ocidental, este país transcontinental experimenta uma ampla gama de condições climáticas ao longo do ano, refletindo a variedade de paisagens e ecossistemas encontrados num relevo que varia desde as planícies semiáridas até as montanhas nevadas.

## Clima Semiárido nas Planícies Costeiras
As planícies costeiras do Azerbaijão, ao longo do Mar Cáspio, são caracterizadas por um clima semiárido. Os verões são quentes e secos, com temperaturas frequentemente ultrapassando os 30°C, enquanto os invernos são suaves e úmidos. A precipitação é baixa nesta região, especialmente durante os meses de verão, tornando-a propensa a secas sazonais.

## Clima Continental nas Regiões do Interior
À medida que nos deslocamos para o interior do Azerbaijão, o clima se torna mais continental, com verões mais quentes e invernos mais frios em comparação com as áreas costeiras. As amplitudes térmicas entre o dia e a noite podem ser significativas, com temperaturas extremas tanto no verão quanto no inverno. A precipitação é mais distribuída ao longo do ano, embora ainda seja relativamente baixa.

## Clima de Montanha nas Regiões Montanhosas
As cadeias montanhosas do Azerbaijão, como os Montes Maior e Menor do Cáucaso, apresentam um clima de montanha, com condições climáticas significativamente diferentes das regiões costeiras e do interior. Ali, os invernos são rigorosos, com nevascas frequentes e temperaturas abaixo de zero, enquanto os verões são mais frescos devido à altitude. A precipitação é mais abundante nesta região, especialmente durante os meses de primavera e outono.

## Microclimas Locais e Variações Regionais
Além das características climáticas gerais, o Azerbaijão também apresenta uma série de microclimas locais e variações regionais, influenciados por fatores como altitude, topografia e proximidade com corpos d'água. Por exemplo, as áreas próximas aos lagos e rios podem experimentar condições climáticas mais úmidas, enquanto as áreas de sopé podem ser mais secas e quentes.

## Desafios e Impactos das Mudanças Climáticas
Assim como muitas outras partes do mundo, o Azerbaijão enfrenta desafios decorrentes das mudanças climáticas, incluindo aumento da temperatura, padrões de precipitação imprevisíveis e eventos climáticos extremos mais frequentes. Esses impactos podem afetar a agricultura, os recursos hídricos e a biodiversidade do país, exigindo medidas de adaptação e mitigação.